# 진지함의 중요성 (영화)
《진지함의 중요성》(The Importance of Being Earnest)은 올리버 파커 감독의 2002년 영화이다. 오스카 와일드의 동명의 희극을 각색한 것으로서 찰리 몰이 음악 감독을 맡았다. 총 830만 달러를 벌어들였다.

## 수상 및 지명
2003년 이탈리아 영화기자조합 실버리본상을 최고 의상디자인 부문에서 수상했다. 리스 위더스푼이 코미디 부문에서 틴 초이스 어워드 후보에 올랐다.

## 배우
- 루퍼트 에버렛 - 앨저넌 몬크리프 "앨지"
- 콜린 퍼스 - 잭 워딩
- 프랜시스 오코너 - 그웬덜린 페어팩스
- 리스 위더스푼 - 세실리 카듀
- 주디 덴치 - 브래크넬 여사
- 톰 윌킨슨 - 의사 체이서블
- 애나 마시 - 프리즘
- 에드워드 폭스 - 레인